# 604 Tekmessa
Tekmessa (asteróide 604) é um asteróide da cintura principal com um diâmetro de 65,16 quilómetros, a 2,5053486 UA. Possui uma excentricidade de 0,2026192 e um período orbital de 2 034,21 dias (5,57 anos).
Tekmessa tem uma velocidade orbital média de 16,80318272 km/s e uma inclinação de 4,42505º.
Esse asteróide foi descoberto em 16 de Fevereiro de 1906 por Joel Metcalf.